# Linkebeek (Denderwindeke)
Linkebeek is een gehucht of wijk van Denderwindeke, deelgemeente van de stad Ninove in de Belgische provincie Oost-Vlaanderen. 
Linkebeek ligt zo'n driekwart kilometer ten zuidoosten van het dorpscentrum van Denderwindeke, waarmee het tegenwoordig is vergroeid. Verder zuidwaarts sluit Linkebeek aan op de wijk Dasselt.

## Geschiedenis
De Ferrariskaart uit de jaren 1770 toont hier het gehucht Linckenbecke langs de weg van Denderwindeke naar Lieferinge. Ten oosten van het gehucht duidt de kaart nog een windmolen aan als Moulin de Denderwindicke. Deze windmolen verdween eind 18de of begin 19de eeuw.
De Atlas der Buurtwegen uit 1841 en de kadasterkaart van Popp uit het midden van de 19de eeuw geven hier het gehucht Linkebeke aan. De Vandermaelenkaart uit het midden van de 19de eeuw vermeldt Linkenbeke.
Ten zuiden van Linkebeek was begin 19de eeuw een andere windmolen gebouwd, de Lietersbergmolen. Deze molen werd in 1920 gesloopt.
Deelgemeenten: Appelterre-Eichem · Aspelare · Denderwindeke · Lieferinge · Meerbeke · Nederhasselt · Neigem · Ninove · Okegem · Outer · Pollare · Voorde

Overige dorpen, gehuchten en wijken: Appelterre · Bevingen · Boterdael · Dasselt · Eichem · Herlinckhove · Lebeke · Linkebeek · Meersvoorde · Muylem · Nederwijk · Neuringen · Nijken · Prindaal · Renderstede · Roesbeke · Roost · Slettem · Steenhout · Terbert · Varenberg · Vogelenzang · Vreckom · Waalhove · Zevenkoten

Belgische gemeenten · Arrondissement Aalst · Oost-Vlaanderen · Vlaanderen